# Бенсон (Північна Кароліна)
Бенсон (англ. Benson) — місто (англ. town) в США, в окрузі Джонстон штату Північна Кароліна. Населення — 3967 осіб (2020). Розташовується на перетині автомагістралей I-40 і I-95.

## Географія
Бенсон розташований за координатами 35°23′14″ пн. ш. 78°32′27″ зх. д. / 35.38722° пн. ш. 78.54083° зх. д. (35.387102, -78.540851).  За даними Бюро перепису населення США в 2010 році місто мало площу 7,22 км², з яких 7,21 км² — суходіл та 0,01 км² — водойми.

## Демографія
Згідно з переписом 2010 року, у місті мешкало 3311 осіб у 1301 домогосподарстві у складі 787 родин. Густота населення становила 458 осіб/км².  Було 1554 помешкання (215/км²).
Расовий склад населення:
| - 60,2 % — білих - 26,6 % — чорних або афроамериканців - 0,5 % — азіатів - 0,4 % — корінних американців - 10,1 % — осіб інших рас |

До двох чи більше рас належало 2,3 %. Частка іспаномовних становила 14,0 % від усіх жителів.
За віковим діапазоном населення розподілялося таким чином: 25,7 % — особи молодші 18 років, 56,8 % — особи у віці 18—64 років, 17,5 % — особи у віці 65 років та старші. Медіана віку мешканця становила 37,9 року. На 100 осіб жіночої статі у місті припадало 82,7 чоловіків;  на 100 жінок у віці від 18 років та старших — 78,5 чоловіків також старших 18 років.
Середній дохід на одне домашнє господарство  становив 51 065 доларів США (медіана — 30 618), а середній дохід на одну сім'ю — 57 440 доларів (медіана — 33 173). Медіана доходів становила 35 942 долари для чоловіків та 34 342 долари для жінок. За межею бідності перебувало 36,1 % осіб, у тому числі 73,8 % дітей у віці до 18 років та 5,5 % осіб у віці 65 років та старших.
Цивільне працевлаштоване населення становило 1136 осіб. Основні галузі зайнятості: освіта, охорона здоров'я та соціальна допомога — 28,4 %, науковці, спеціалісти, менеджери — 16,8 %, мистецтво, розваги та відпочинок — 11,4 %, сільське господарство, лісництво, риболовля — 9,8 %.